# Scotland (Texas)
Scotland is een plaats (city) in de Amerikaanse staat Texas, en valt bestuurlijk gezien onder Archer County en Clay County.

## Demografie
Bij de volkstelling in 2000 werd het aantal inwoners vastgesteld op 438.
In 2006 is het aantal inwoners door het United States Census Bureau geschat op 435, een daling van 3 (-0.7%).

## Geografie
Volgens het United States Census Bureau beslaat de plaats een oppervlakte van
29,1 km², waarvan 29,0 km² land en 0,1 km² water. Scotland ligt op ongeveer 293 m boven zeeniveau.

## Plaatsen in de nabije omgeving
De onderstaande figuur toont nabijgelegen plaatsen in een straal van 32 km rond Scotland.